# Хелена Пајовић
Хелена Пајовић (Београд, СФРЈ, 7. новембар 1979 — 24. децембар 2000) била је клизачица у уметничком клизању која се такмичила на међународним такмичењима за Југославију. Три пута је учествовала на Светском првенству у уметничком клизању и два пута на Европском првенству. Погинула је у саобраћајној незгоди 2000. године, само дан касније пошто је освојила бронзу на такмичењу Skate Israel. Од године 2001, Српска клизачка организација организује сваке године меморијално такмичење Куп Хелена Пајовић.